# معهد الهواء المضغوط

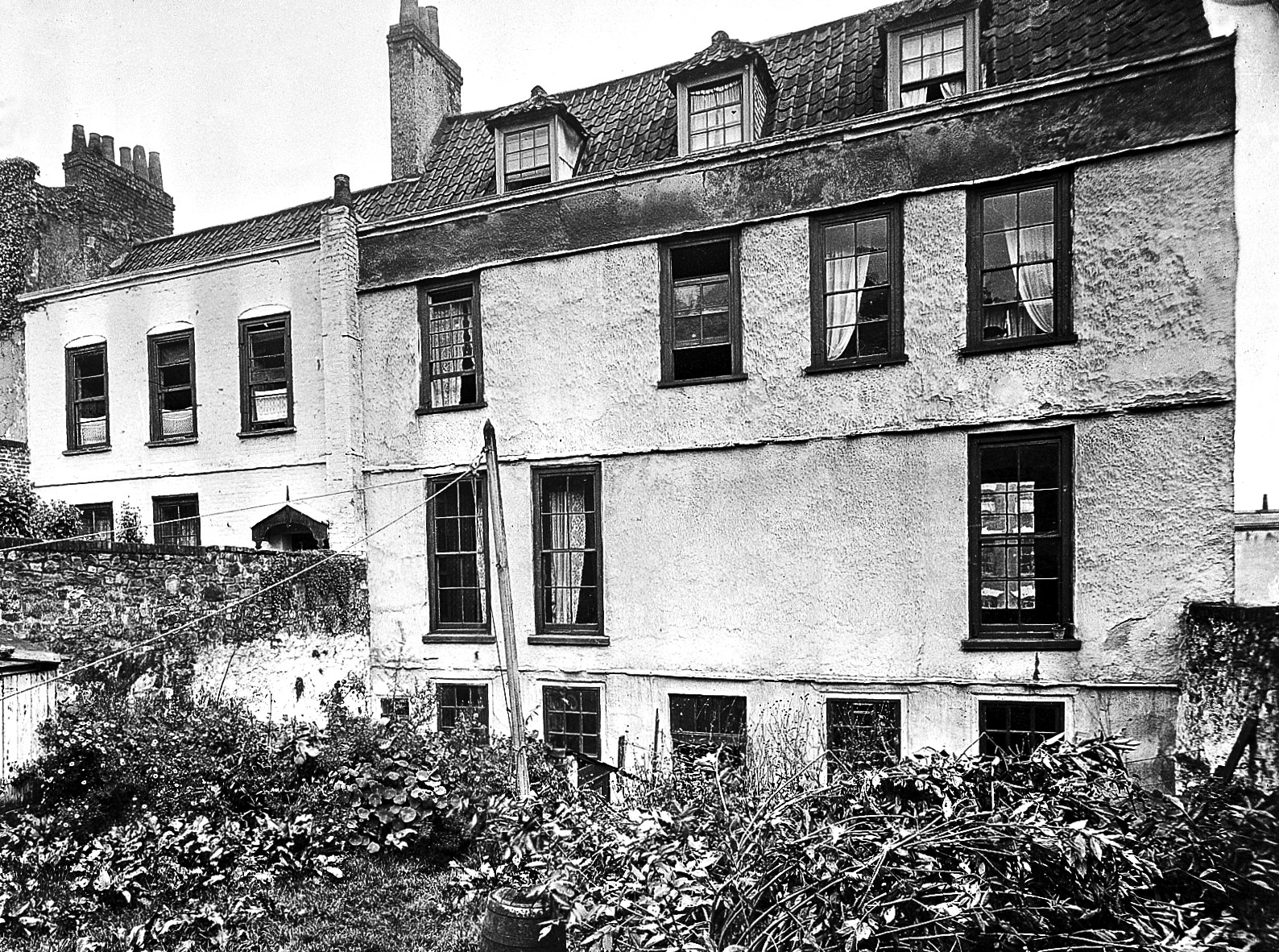
معهد بريستول للهواء المضغوط

كان المعهد الهوائي مرفقًا للأبحاث الطبية في بريستول، إنجلترا، في 1799-1802. تم إنشاؤه من قبل الطبيب والكاتب العلمي توماس بيدوس لدراسة الآثار الطبية للغازات، المعروفة باسم الهواء المُصنَّع، التي تم اكتشافها مؤخرًا. ترأس همفري ديفي مختبر المؤسسة، حيث درس آثار غاز الضحك على نفسه والآخرين، وصمم جيمس وات الكثير من معدات المختبر.

## تاريخ

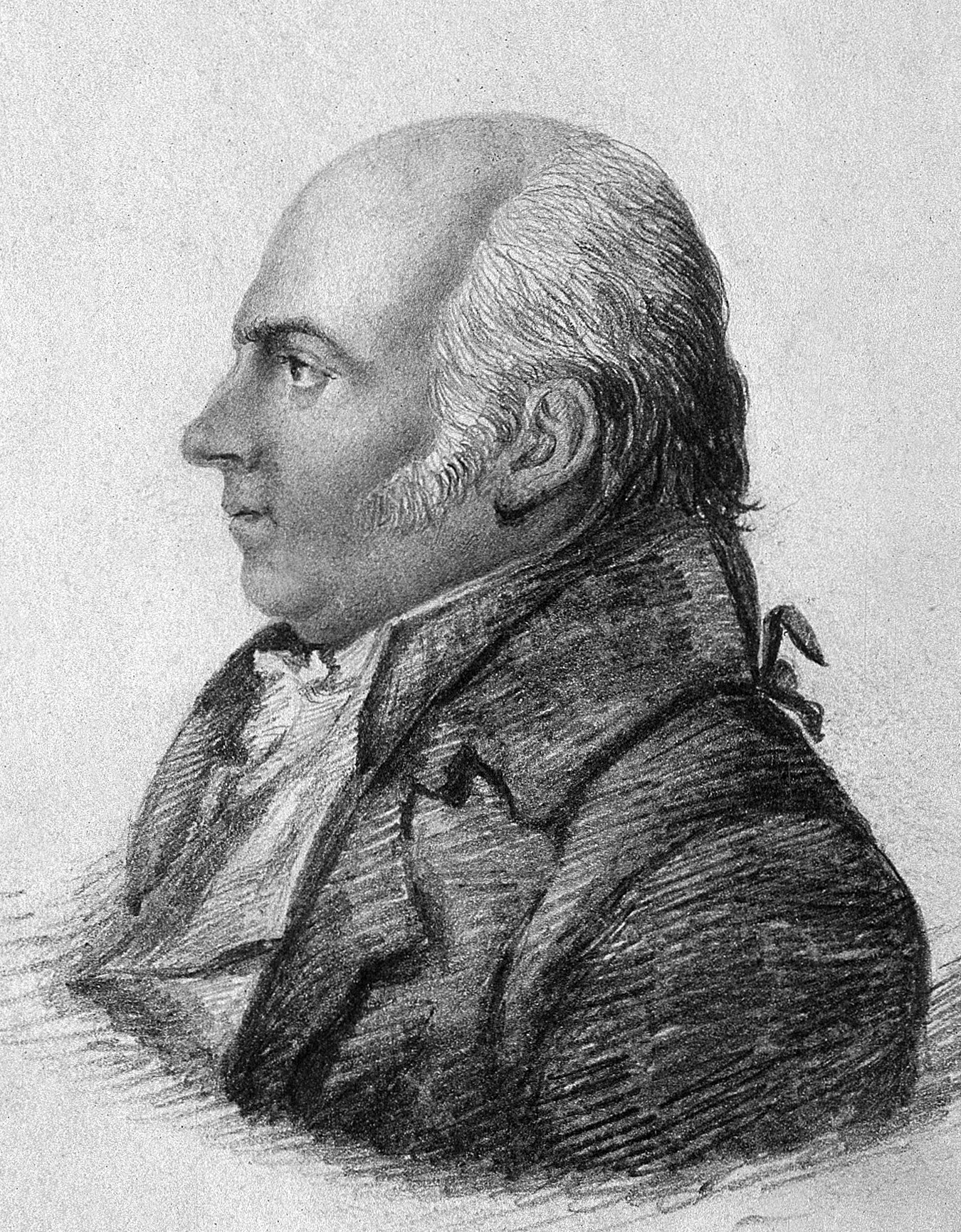
Thomas Beddoes, founder of the Pneumatic Institution, Bristol, by Edward Bird

بعد أن أثبت لافوازييه دور الأكسجين في تنفس الحيوانات، أنشأ أعضاء الجمعية القمرية، مثل جوزيف بريستلي (الذي شارك في اكتشاف الأكسجين)، كيمياء هوائية، مما أدى في النهاية إلى إنشاء مؤسسة تعمل بالهواء المضغوط.
جورجيانا ، دوقة ديفونشاير، التي تلقت تعليمًا غير عادي في الكيمياء، زارت توماس بيدوس في مختبره في هوب سكوير، بريستول، في ديسمبر 1793. كان قد أنشأه في وقت سابق من ذلك العام لدراسة الاستخدامات الطبية المحتملة للغازات المكتشفة حديثًا. خلال زيارتها الثانية الممتدة، «تمت صياغة فكرة استبدال مرفق العيادات الخارجية الحالية بمستشفى - مؤسسة طبية تعمل بالهواء المضغوط - أولاً.» في عام 1794، حاولت إقناع السير جوزيف بانكس، الذي كان رئيسًا للجمعية الملكية في لندن في ذلك الوقت، بتقديم الدعم لجهود Beddoes. رفضت البنوك، مشيرة إلى اعتراضات علمية بالإضافة إلى مخاوفه السياسية من تعاطف Beddoes مع الثورة الفرنسية. حتى طلب الدعم من وات لم يغير رأي البنوك.

## مؤسسة

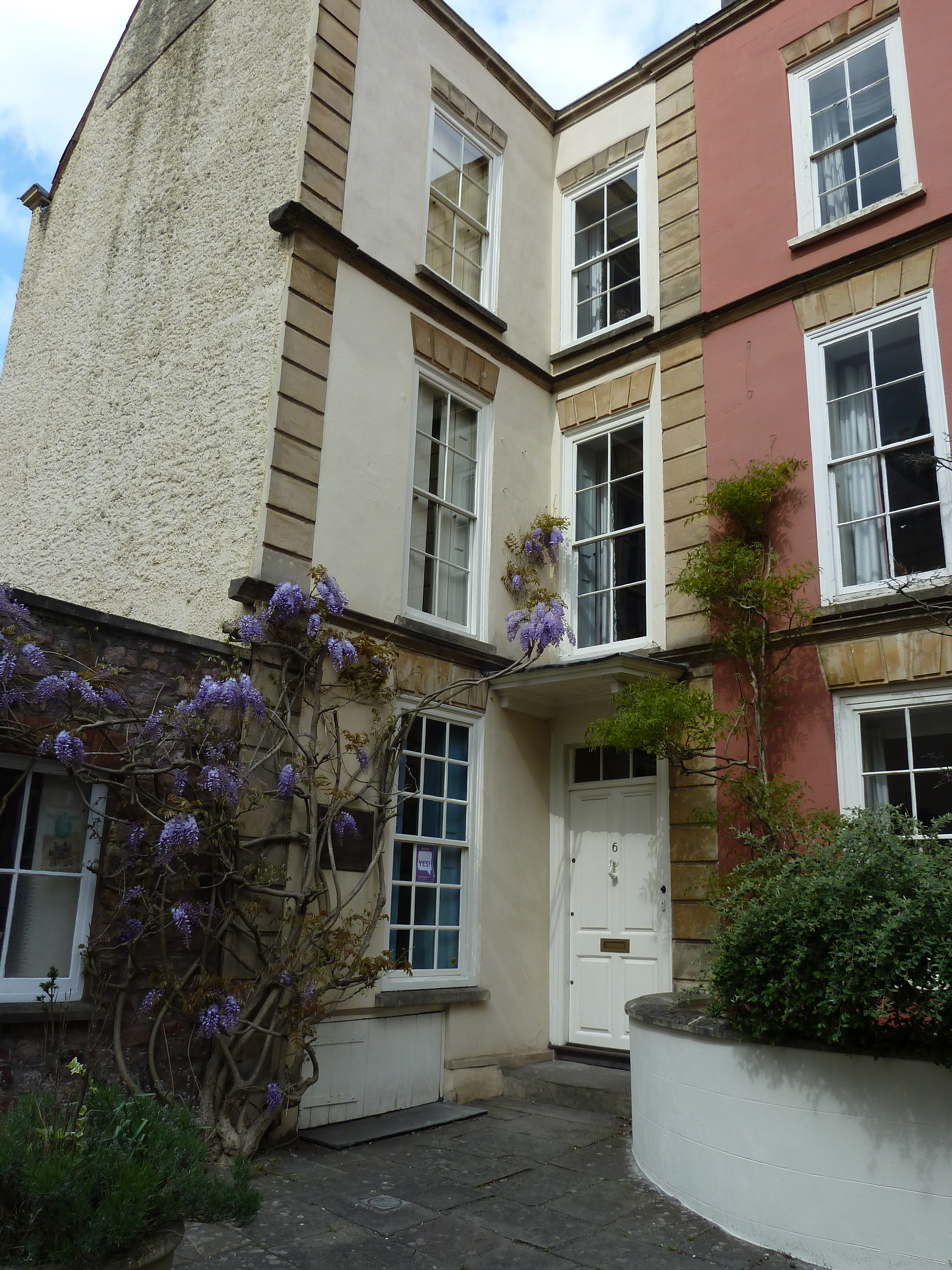
6 ساحة Dowry ، بريستول ، موقع مؤسسة تعمل بالهواء المضغوط

انتقل Beddoes من أكسفورد في عام 1793 وأثبت نفسه كطبيب. انتقل بالقرب من منطقة هوتويلز في بريستول حيث تجمع العديد من مرضى السل على أمل العلاج. بحلول عام 1794، رتب Beddoes لتصنيع جهاز مناسب من قبل شركة Boulton and Watt وكان أول من «مرضى الهواء المضغوط» هو السيد Knight of Painswick، الذي عالجه Beddoes بـ «أجواء غير مرغوب فيها» لقرحة عميقة الجذور في الحوض. بحلول 5 مارس 1795، كان Beddoes يبلغ عن العلاج الناجح للمرضى المصابين بالشلل ويطلب جهازًا وأكسجينًا للسيد جلادويل في كليفتون.
بين عامي 1792 و1798، جمع بيدوز ونشر العديد من «قصص الحالات» التي أرسلها إليه أطباء متعاطفون، من أجزاء كثيرة من البلاد، وبشكل أساسي فيما يتعلق باستنشاق الأكسجين والهيدروجين.
في نوفمبر 1798، استأجر Beddoes مبنيين في 6 و7 Dowry Square، في Hotwells، وفي مارس 1799 تم نقل المختبر إلى أصغر وأعلن عن المؤسسة. توقع Beddoes أن يتم إجراء التحقيقات العلمية والعلاج الطبي جنبًا إلى جنب.

### تجارب همفري ديفي
في مارس 1798، أثار فضول همفري ديفي تصريحات درامية أدلى بها صموئيل لاثام ميتشل ملاحظات حول الأكسيد الغازي للنيتروجين وآثاره (1795) أن أكسيد النيتروز كان له آثار كارثية سواء تم استنشاقه أو ملامسته للجلد، في الواقع «مبدأ العدوى» ذاته.
انضم ديفي إلى مؤسسة تعمل بالهواء المضغوط في عام 1798 بصفته مشغل المختبر، إلى حد كبير من خلال توصية ديفيس جيدي، وهنا أجرى تجارب شملت استنشاقه أكسيد النيتروز، والذي أسماه غاز الضحك لتأثيراته. كان على ديفي أن يصف عمله في المعهد في أبحاثه الكيميائية والفلسفية، وتتعلق أساسًا بأكسيد النيتروز، أو الهواء النيتروز المتطور، وتنفسه (لندن، موراي، 1800).
تم إعطاء هذا الغاز وغيره من الغازات، دون مقابل، إلى الأشخاص الراغبين في ذلك، وخاصة أولئك الذين يعانون من أمراض تعتبر غير قابلة للشفاء في ذلك الوقت. على الرغم من أن الهدف الأولي كان علاج مرضى السل، إلا أن معظم المرضى الذين عولجوا عانوا من شكل من أشكال الشلل.

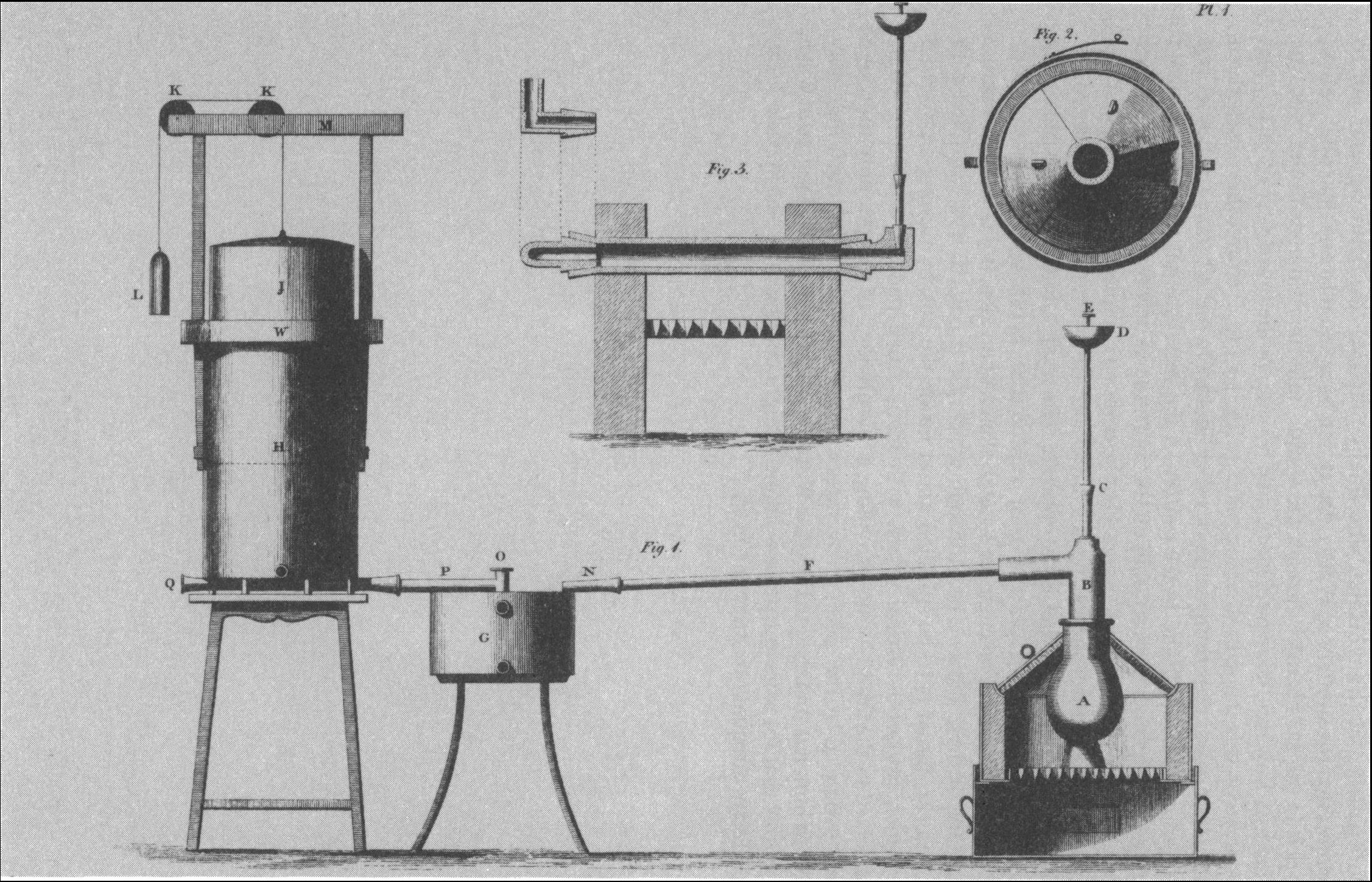
جهاز صممه جيمس وات استعدادًا لمؤسسة تعمل بالهواء المضغوط

### تورط جيمس وات
دعم جيمس وات المؤسسة لأن الأساليب التقليدية فشلت في المساعدة ضد مرض السل الرئوي لابنه (المعروف باسم الاستهلاك في ذلك الوقت)، والذي ادعى سابقًا ابنته جيسي.
في الأيام الأخيرة من مرض جيسي وات، بناءً على نصيحة إيراسموس داروين، تم استدعاء Beddoes لإدارة علاجه التنفسي الجديد، وعلى الرغم من افتقاره إلى الأجهزة المناسبة، فقد رتب للفتاة أن تتنفس «الهواء الثابت» (ثاني أكسيد الكربون). ليس من المستغرب أن العلاج لم يكن له أي تأثير مفيد وتوفيت ابنة وات.
صمم وات العديد من الأجهزة والتقنيات اللازمة لإنتاج وإدارة الغازات المختلفة.

### الفسخ والإرث
تم تحويل معهد الهواء المضغوط إلى مستشفى عادي عندما تفشى التيفوس في بريستول في عام 1800. غادر ديفي عام 1801 لينضم إلى السير جوزيف في المعهد الملكي. تم إغلاق معهد بريستول للهواء المضغوط عام 1802. لا تزال العديد من التقنيات والأدوات التي طورها وات لمؤسسة تعمل بالهواء المضغوط مستخدمة في الطب الحديث.